# Alincia Williams-Grant
Alincia Williams-Grant (ur. 25 czerwca 1972 w New Winthorpes) – antiguańska polityczka i ekonomistka. Przewodnicząca Senatu Antiguy i Barbudy od 2014 roku.

## Życiorys

### Edukacja
Williams-Grant posiada dyplom nauk prawnych z University of Wolverhampton oraz dodatkowe certyfikaty z Hugh Wooding Law School.

### Życie zawodowe
W latach 2002–2004 pracowała jako prawniczka we Wschodniokaraibskim Banku Centralnym. Później, w latach 2004–2008 pracowała jako prawniczka i asystentka w Antigua Commercial Bank, a od 2008 jako dyrektorka. Funkcję tę pełniła przez sześć lat, do jej powołania do Senatu.
Od 2008 roku prowadzi własną kancelarię prawną pod nazwą Williams Grant Inc. W latach 2009–2015 była skarbniczką izby adwokackiej Antiguy i Barbudy. Kilkukrotnie reprezentowała swoich klientów przed Sądem Najwyższym Antiguy i Barbudy (Sąd Najwyższy Karaibów Wschodnich).

### Działalność polityczna
W 2014 roku została mianowana do Senatu Antiguy i Barbudy wraz z 10 innymi członkami izby. Senat składa się z 17 senatorów powoływanych przez gubernatora generalnego na wniosek premiera oraz lidera opozycji. W dniu swojej nominacji była najmłodszą senatorką w historii tej izby.
Od 25 czerwca 2014 roku pełni funkcję przewodniczącej Senatu. Ponownie mianowana na tę funkcję 26 marca 2018 i 17 lutego 2023 roku.

### Pozostała działalność
Jest założycielką grupy Women Against Rape, organizacji aktywistycznej skupiającej osoby pomagające ofiarom gwałtów. Podczas 69. spotkania United Nations Commission on the Status of Women reprezentowała Caribbean Community and Common Market (CARICOM). W 2025 została mianowana przedstawicielką Antiguy i Barbudy w Inter-American Commission of Women przy Organizacji Państw Amerykańskich przez Michaela Josepha, sekretarza stanu w Ministerstwie Zdrowia, Odnowy Biologicznej, Transformacji Społecznej i Środowiska.
4 marca 2025 roku otrzymała nagrodę Women of Wadadli and Wa’Omoni Award w kategoriach „prawo” i „przywództwo polityczne” przyznawaną przez Caribbean Union Bank.

### Życie prywatne
Jest wyznania braci morawskich.